# Get Your Stuff
Get Your Stuff – amerykański film fabularny (komediodramat) z 2000 roku, wyreżyserowany przez Maksa Mitchella.
Zdjęcia do filmu kręcone były w Pasadenie oraz w Beverly Hills w stanie Kalifornia, USA.

## Zarys fabuły
Prawnik Eric i Phil, terapeuta par homoseksualnych, żyją w szczęśliwym, gejowskim związku. Z troską wyczekują możliwości adopcji dziecka.

## Obsada
- Cameron Watson jako Phil
- Anthony Meindl jako Eric
- Elaine Hendrix jako Cat
- Patience Cleveland jako Lillian
- Jim J. Bullock jako Tom
- Grady Hutt jako T.J.
- Blayn Barbosa jako Brian
- Kimberly Scott jako Gloria
- Kelly Packard jako Jen
- David Faustino jako Ron
- Cameron Diaz jako atrakcyjna kobieta (poza czołówką)